# 安道尔国旗

拿破仑三世所使用的皇旗

安道尔公国国旗是西欧小内陆国安道尔公国的唯一合法代表国家的旗帜。此面旗是于1866年即為民間所用的旗幟。国旗是由蓝、黄、红三条垂直排列。其中蓝色与红色也是安道尔的北邻国法国旗帜上所拥有的颜色，黄色与红色也是安道尔的南邻国西班牙旗帜上所拥有的颜色，表明安道尔公国与其邻国法国与西班牙拥有着密切的关系，公国国旗上显示着两国的颜色也是一种妥协。
有人则说当今的国旗源于拿破仑三世的皇旗。此面国旗的设计属欧洲与前欧洲殖民地地区的旗帜中常见的。
- 约1939年到约1949年
- 1993年之前的旗帜变体之一
- 1993年之前的旗帜变体之一
- 1993年之前无国徽旗帜变体

1939年左右，国旗恢复了垂直排列，并增加了国徽。黄色的那条部分后来可能被加宽了。在1993年4月28日宪法引入正式的标准化设计之前，国旗的变体各不相同。1993年7月28日加入联合国的计划也推动了国旗的统一。

## 相似旗帜
罗马尼亚、摩尔多瓦和乍得与该旗帜非常相似，因此安道尔国旗分为两种，一面是仅显示蓝、黄、红三色的民用旗，另一面是加进国徽的政府旗。
由于民用旗容易与乍得与罗马尼亚的旗帜混淆，所以现今安道尔居民常使用显示着国徽的政府旗。

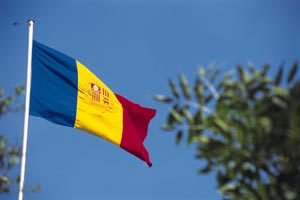
飘扬的安道尔国旗

## 歷史國旗

1806以前
1806-1866
1866-1934
1866-1934
1939-1949
1949-1959
民用旗（现已少用） 比例：7:10
民用旗（现已少用） 比例：3:2
民用旗（现已少用） 比例：7:10

## 辨明
罗马尼亚国旗的蓝、黄、红均比安道尔国旗上的浅。乍得国旗的黄比安道尔的浅，并且乍得国旗比安道尔的宽（乍得国旗宽长比例为2:3，而安道尔为7:10）。

摩尔多瓦国旗
乍得国旗
罗马尼亚国旗
安道尔民用旗
安道尔国旗

1. ↑   . : 80. ISBN 9787503171536 （中文（中国大陆））.
2. ↑  . fotw.info.   [2020-03-11]. （原始内容存档于2015-11-19）.
3. ↑  Marsenyach, Albert Daina. . El Coprincipat d'Andorra ara fa molt de temps.   [2020-03-11]. （原始内容存档于2017-12-16） （加泰罗尼亚语）.